# David Affengruber
David Leopold Affengruber (Scheibbs, 19 de marzo de 2001) es un futbolista austriaco que juega como defensa en el Elche C. F. de la Primera División de España.

## Trayectoria
Nacido en la localidad austriaca de Scheibbs, Affengruber comenzó su carrera en las categorías inferiores del S. C. Wieselburg. En septiembre de 2013 pasó al equipo juvenil del R. B. Salzburgo. 
En la temporada 2019-20, forma parte del F. C. Liefering, equipo filial del R. B. Salzburgo.
En enero de 2021, debutó en la Bundesliga con el Salzburgo ante el T. S. V. Hartberg. En febrero de 2021 renovó su contrato en Salzburgo hasta mayo de 2022. Al final de la temporada sólo disputó cinco partidos con el Salzburgo en la Bundesliga.
El 11 de junio de 2021, Affengruber firmó un contrato de tres años con el S. K. Sturm Graz. 
El 28 de agosto de 2024, firma por el Elche C. F. de la Segunda División de España.

### Internacional
En septiembre de 2019, Affengruber debutó con la selección austriaca sub-19 en un encuentro contra Letonia.
En septiembre de 2021, hizo su debut sub-21 contra Noruega.

## Estadísticas

### Clubes
Actualizado al último partido disputado el 9 de febrero de 2025.
| Club                       | Div.          | Temporada     | Liga  | Liga  | Liga   | Copas nacionales | Copas nacionales | Copas nacionales | Torneos internacionales | Torneos internacionales | Torneos internacionales | Total | Total | Total  |
| Club                       | Div.          | Temporada     | Part. | Goles | Asist. | Part.            | Goles            | Asist.           | Part.                   | Goles                   | Asist.                  | Part. | Goles | Asist. |
| -------------------------- | ------------- | ------------- | ----- | ----- | ------ | ---------------- | ---------------- | ---------------- | ----------------------- | ----------------------- | ----------------------- | ----- | ----- | ------ |
| F. C. Liefering · Austria  | 2.ª           | 2019-20       | 28    | 2     | 6      | —                | —                | —                | —                       | —                       | —                       | 28    | 2     | 6      |
| F. C. Liefering · Austria  | 2.ª           | 2020-21       | 23    | 3     | 1      | —                | —                | —                | —                       | —                       | —                       | 23    | 3     | 1      |
| F. C. Liefering · Austria  | Total club    | Total club    | 51    | 5     | 7      | —                | —                | —                | —                       | —                       | —                       | 51    | 5     | 7      |
| R. B. Salzburgo · Austria  | 1.ª           | 2020-21       | 5     | 0     | 0      | 1                | 0                | 0                | —                       | —                       | —                       | 6     | 0     | 0      |
| R. B. Salzburgo · Austria  | Total club    | Total club    | 5     | 0     | 0      | 1                | 0                | 0                | —                       | —                       | —                       | 6     | 0     | 0      |
| S. K. Sturm Graz · Austria | 1.ª           | 2021-22       | 30    | 1     | 1      | 3                | 1                | 1                | 8                       | 0                       | 1                       | 41    | 2     | 3      |
| S. K. Sturm Graz · Austria | 1.ª           | 2022-23       | 27    | 4     | 1      | 5                | 1                | 0                | 8                       | 0                       | 0                       | 40    | 5     | 1      |
| S. K. Sturm Graz · Austria | 1.ª           | 2023-24       | 28    | 2     | 0      | 5                | 1                | 1                | 12                      | 0                       | 2                       | 45    | 3     | 3      |
| S. K. Sturm Graz · Austria | Total club    | Total club    | 85    | 7     | 2      | 13               | 3                | 2                | 28                      | 0                       | 3                       | 126   | 10    | 7      |
| Elche C. F. · España       | 2.ª           | 2024-25       | 24    | 0     | 0      | 2                | 1                | 0                | —                       | —                       | —                       | 26    | 1     | 0      |
| Elche C. F. · España       | Total club    | Total club    | 24    | 0     | 0      | 2                | 1                | 0                | —                       | —                       | —                       | 26    | 1     | 0      |
| Total carrera              | Total carrera | Total carrera | 165   | 12    | 9      | 16               | 4                | 2                | 28                      | 0                       | 3                       | 209   | 16    | 14     |
| 1. 2.                      |               |               |       |       |        |                  |                  |                  |                         |                         |                         |       |       |        |

### Selecciones
Actualizado al último partido disputado el 3 de junio de 2022.
| Selección        | Temporada     | Amistosos | Amistosos | Amistosos | Europeo | Europeo | Europeo | Mundial | Mundial | Mundial | Total | Total | Total  |
| Selección        | Temporada     | Part.     | Goles     | Asist.    | Part.   | Goles   | Asist.  | Part.   | Goles   | Asist.  | Part. | Goles | Asist. |
| ---------------- | ------------- | --------- | --------- | --------- | ------- | ------- | ------- | ------- | ------- | ------- | ----- | ----- | ------ |
| Sub-19 · Austria | 2019          | 4         | 0         | 0         | 3       | 0       | 0       | —       | —       | —       | 7     | 0     | 0      |
| Sub-19 · Austria | 2020          | 1         | 0         | 0         | —       | —       | —       | —       | —       | —       | 1     | 0     | 0      |
| Sub-19 · Austria | Total sel.    | 5         | 0         | 0         | 3       | 0       | 0       | —       | —       | —       | 8     | 0     | 0      |
| Sub-21 · Austria | 2021          | —         | —         | —         | 3       | 0       | 0       | —       | —       | —       | 3     | 0     | 0      |
| Sub-21 · Austria | 2022          | —         | —         | —         | 3       | 0       | 0       | —       | —       | —       | 3     | 0     | 0      |
| Sub-21 · Austria | Total sel.    | —         | —         | —         | 6       | 0       | 0       | —       | —       | —       | 6     | 0     | 0      |
| Total carrera    | Total carrera | 5         | 0         | 0         | 9       | 0       | 0       | —       | —       | —       | 14    | 0     | 0      |
| 1.               |               |           |           |           |         |         |         |         |         |         |       |       |        |

## Palmarés

### Títulos nacionales
| Título          | Club             | País    | Año     |
| --------------- | ---------------- | ------- | ------- |
| Bundesliga      | R. B. Salzburgo  | Austria | 2020-21 |
| Copa de Austria | S. K. Sturm Graz | Austria | 2022-23 |
| Bundesliga      | S. K. Sturm Graz | Austria | 2023-24 |
| Copa de Austria | S. K. Sturm Graz | Austria | 2023-24 |